# Frank Mugisha
Frank Mugisha sinh ngày 17.6.1969 là nhà hoạt động người Uganda đấu tranh cho quyền của giới người LGBT, đã đoạt Giải Nhân quyền Robert F. Kennedy và Giải tưởng niệm Thorolf Rafto cho hoạt động của mình. Cùng với Val Kalende, Victor Mukasa và Kasha Jacqueline Nabagesera, Mugisha là một trong những người biện hộ xuất sắc cho quyền của người LGBT ở Uganda.

## Tiểu sử
Mugisha sinh tại vùng ngoại ô thành phố Kampala, Uganda. Được nuôi dạy trong một gia đình Công giáo nghiêm ngặt, Mugisha đã bộc lộ xu hướng đồng tính luyến ái cho anh mình biết khi lên 14 tuổi. Mặc dù sự thú nhận này khiến cho vài người trong gia đình xa lánh anh, nhưng những người khác trong gia đình và bạn bè vẫn tiếp tục hỗ trợ anh.
Khi học đại học năm 2004, anh đã lập ra tổ chức "Icebreakers Uganda", một tổ chức hỗ trợ cho những người LGBT Uganda bị gia đình và xã hội ghét bỏ. Ngày nay Mugisha là giám đốc điều hành của tổ chức Sexual Minorities Uganda (SMUG), một tổ chức mẹ (umbrella organization) gồm 4 nhóm, trong đó có "Icebreakers Uganda".
Mugisha là bạn thân với luật sư David Kato - người sáng lập tổ chức SMUG - bị giết chết trong tháng 1 năm 2011 sau khi đã kiện thành công tờ báo khỗ nhỏ (tabloid) Rolling Stone của Uganda về việc công bố danh tính 100 người LGBT Uganda với lời kêu gọi "hãy treo cổ chúng". Mugisha là một trong các nguyên đơn của tổ chức SMUG đã nhờ Center for Constitutional Rights đại diện - sử dụng điều luật Alien Tort Statute - để kiện mục sư truyền giáo Scott Lively người Mỹ về Tội ác chống lại loài người vì việc làm của ông đối với Uganda Anti-Homosexuality Act, 2014 (Đạo luật chống Đồng tính luyến ái Uganda, 2014), một việc làm được mô tả là kích động việc bách hại những người nam và nữ đồng tính luyến ái và "cách ứng xử... cố gắng tích cực để làm hại và tước đoạt các quyền của những người khác [đó] là định nghĩa của sự bách hại".. Tháng 8 năm 2013, thẩm phán Michael A. Ponsor của Tòa án liên bang quận hạt Massachusetts đã phán quyết là bên kiện có lý do vững chắc theo luật liên bang và luật quốc tế, bác bỏ sự phản đối (của luật sư) về thẩm quyền xét xử vụ kiện.

## Giải thưởng và Vinh dự
- Năm 2011 Mugisha đã được trao Giải Nhân quyền Robert F. Kennedy và Giải tưởng niệm Thorolf Rafto cho việc bảo vệ quyền của người LGBT ở Uganda.[13][14]
- Tháng 3 năm 2013 Mugisha được Đại học Ghent (Bỉ) trao bằng Tiến sĩ danh dự [15]
- Năm 2014 Mugisha được đề cử cho Giải Nobel Hòa bình[16]